# Battaglia di Ia Drang
La battaglia di Ia Drang (nota anche come operazione Silver Bayonet e, nella storiografia vietnamita, come Trận Ia Đrăng) fu una campagna operativa lunga quasi un mese dell'Esercito statunitense durante la guerra del Vietnam, iniziata con un attacco nordvietnamita il 19 ottobre 1965 nella provincia di Pleiku sugli Altipiani centrali del Vietnam del Sud.
Gli scontri terminarono, dopo alcune fasi particolarmente drammatiche e sanguinose (battaglie delle Landing Zone X-Ray e Albany), con il successo tattico americano e la ritirata delle forze nordvietnamite dopo aver subito dure perdite. La battaglia dimostrò l'efficacia delle nuove tecniche di combattimento adottate dalla 1ª Divisione di Cavalleria statunitense, basate principalmente sulla straordinaria mobilità aerea fornita dall'impiego in massa degli elicotteri, nonché l'utilità della cooperazione tattica fornita dall'Aviazione statunitense. Tuttavia gli scontri evidenziarono anche le capacità e il coraggio delle forze regolari nordvietnamite, in grado di sferrare attacchi a sorpresa e di impegnare a distanza ravvicinata le truppe americane, infliggendo notevoli perdite. Viene considerata la prima battaglia campale della guerra del Vietnam tra l'Esercito statunitense e l'Esercito Popolare vietnamita, combattuta da unità militari di grandi dimensioni.

## Situazione strategica in Vietnam
Il 28 luglio 1965, il presidente Johnson aveva comunicato finalmente alla nazione, con un discorso televisivo, la sua decisione di approvare i piani del generale William Westmoreland, comandante in capo del MACV. Il generale aveva fatto ingenti richieste di truppe da combattimento e di mezzi bellici, per scongiurare il crollo del Vietnam del Sud e raggiungere la vittoria politico-militare nell'area indocinese, frenando l'espansionismo comunista.

### La cavalleria aerea in Vietnam

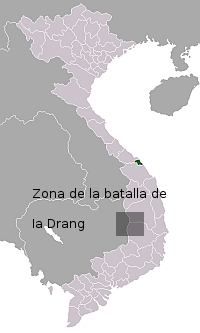
Mappa del Vietnam del Sud in cui è evidenziata l'area in cui venne combattuta la battaglia di Ia Drang

La sofferta decisione del presidente consentì quindi a Westmoreland e ai suoi comandi subalterni di iniziare la pianificata escalation della forza militare statunitense in Vietnam. Nella stessa circostanza del 28 luglio il presidente Johnson diede anche notizia della sua decisione di inviare immediatamente in Vietnam la più nuova e tecnologica divisione dell'Esercito, appositamente creata e addestrata per l'impiego in guerre contro-insurrezionali, contro nemici elusivi e in territori impervi di difficile accesso: si trattava della appena creata 1ª Divisione di Cavalleria aeromobile, costituita a Fort Benning sulla base della 11ª Divisione (sperimentale) di assalto aereo, e ridenominata in questo modo con l'assegnazione del nome e delle insegne della prestigiosa cavalleria statunitense.
La divisione, equipaggiata con oltre 400 elicotteri (principalmente del tipo UH-1 "Huey"), disponeva teoricamente della mobilità e della potenza di fuoco (fornita anche dall'artiglieria campale trasportata da elicotteri pesanti CH-47 Chinook) per agganciare e sorprendere un nemico non convenzionale, mantenendo il contatto con l'avversario, impedendogli di sfuggire nel territorio circostante e guadagnando un decisivo vantaggio (grazie alle agili manovre elitrasportate) di velocità e di facilità negli spostamenti, non più ancorati alla disponibilità di adeguate vie di comunicazione terrestre.
Il nemico avrebbe potuto essere sorpreso dalla improvvisa calata dal cielo della cavalleria trasportata da elicotteri e non avrebbe potuto evitare il combattimento diretto. Inoltre altri elicotteri armati pesantemente con cannoni e razzi avrebbero fornito un immediato e supporto di fuoco per gli uomini entrati in azione. Sempre gli elicotteri avrebbero inoltre permesso il rapido afflusso dei rinforzi direttamente sul campo di battaglia e la pronta evacuazione dei feriti, mediante altri mezzi ad ala rotante appositamente equipaggiati per il soccorso medico.
Alla prova dei fatti sul terreno, emersero deficienze del metodo accuratamente studiato dagli strateghi statunitensi: in primo luogo la vulnerabilità degli elicotteri al fuoco terrestre anche di armi leggere; quindi la necessità di trovare adeguate aree di atterraggio degli elicotteri; inoltre la tendenza degli uomini a rimanere vicino ai mezzi di trasporto aereo per timore di essere tagliati fuori dal nemico, ancorando le operazioni sempre intorno alle cosiddette Landing Zone (zone di atterraggio), che diventavano quindi aree decisive da difendere a tutti i costi anche per permettere l'afflusso dei rinforzi.
In concreto, una volta discesi dagli elicotteri, i soldati si sarebbero spesso trovati attaccati e sorpresi dal nemico, già posizionato e in attesa intorno alle radure più adatte ad uno sbarco elitrasportato, costretti quindi a combattere principalmente in difesa delle aree di atterraggio, nonostante l'apparente vantaggio iniziale fornito dalla mobilità e dalla potenza di fuoco disponibile.

### Escalation
La decisione del presidente Johnson di approvare i piani del generale Westmoreland e di impegnare direttamente in combattimento le forze statunitensi derivava fondamentalmente dal progressivo e apparentemente irreversibile peggioramento della situazione sul campo in Vietnam. Il continuo rafforzamento dei vietcong e la comparsa anche dei primi contingenti regolari nordvietnamiti infiltrati a sud avevano provocato un crollo della resistenza dell'esercito sudvietnamita, i cui migliori reparti avevano subito gravi sconfitte, rendendo inevitabile quindi un soccorso diretto delle truppe statunitensi per evitare la caduta del governo filo-americano e una vittoria in tempi brevi del Fronte di Liberazione Nazionale.
Fin dall'inizio dell'insurrezione vietcong alla fine degli anni 1950, il territorio del Vietnam del Sud era stato suddiviso, dal punto di vista amministrativo e operativo, in quattro aree principali di competenza: il I Corpo a nord, subito a ridosso della DMZ (la Zona Demilitarizzata lungo il 17º parallelo) al confine con il Vietnam del Nord, il II Corpo la cui area era rappresentata dagli altipiani centrali del Sud Vietnam fino alla costa, il III Corpo costituito dalle aree pianeggianti attorno a Saigon e infine il IV Corpo all'estremo sud, costituito dalle aree pluviali del Delta del Mekong.

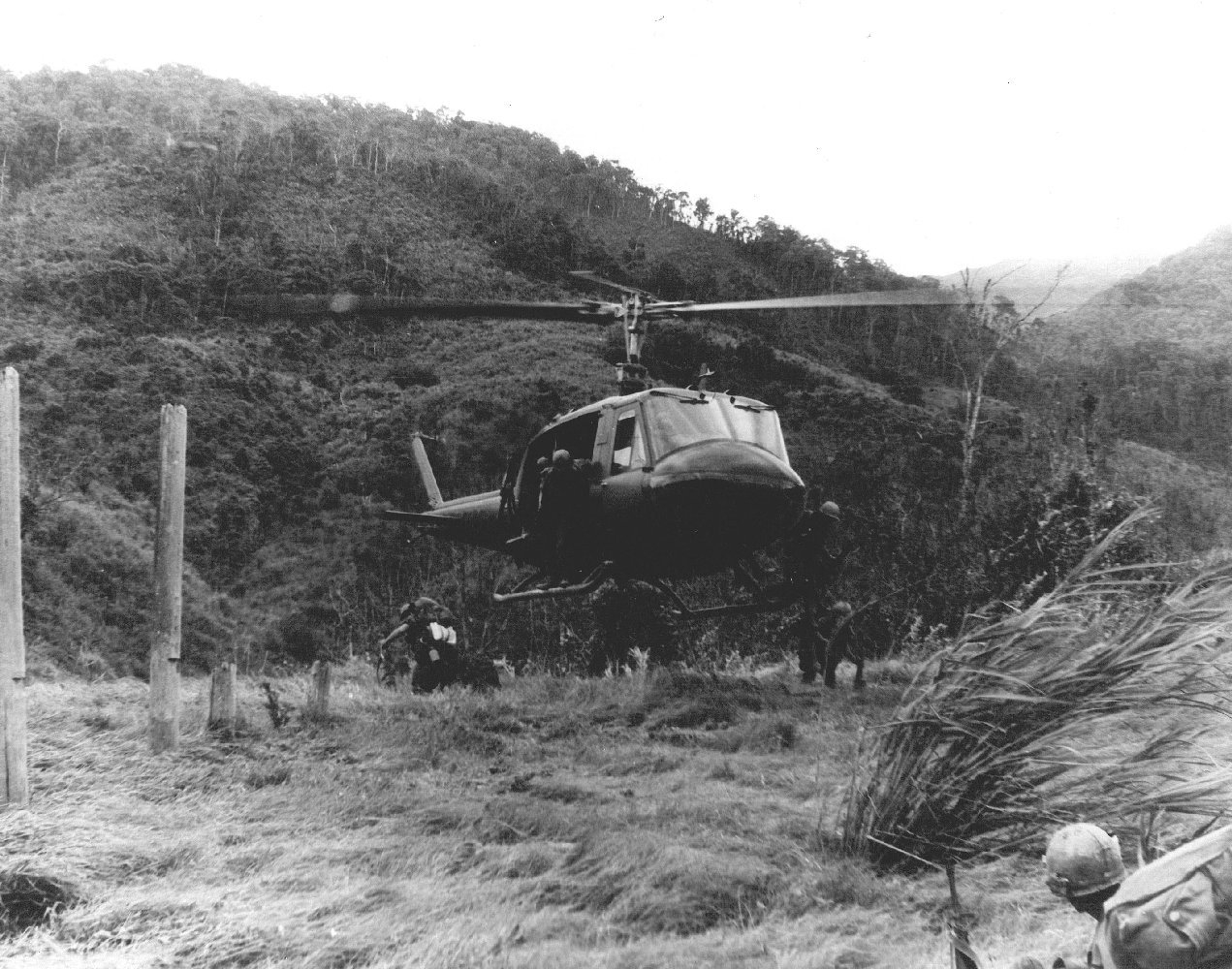
La cavalleria aeromobile nel tipico ambiente del Vietnam centrale, caratterizzato da erba alta e boscaglia

Nei primi mesi dell'intervento diretto statunitense giunsero soprattutto reparti dei Marines per rafforzare le difese del I Corpo, e contingenti di paracadutisti della 173ª Brigata aviotrasportata e della 1ª Brigata della 101ª Divisione aviotrasportata, schierati rispettivamente nell'area della capitale Saigon e nelle regioni centrali del Vietnam del Sud.
In questa fase non erano ancora presenti comandi di unità statunitense a livello divisionale. Almeno inizialmente, le grandi unità vennero distribuite prevalentemente in zone vicine alle principali basi portuali, che costituivano i soli punti d'accesso al Vietnam per i reparti che arrivavano dagli Stati Uniti, ossia Đà Nẵng e Saigon. Successivamente vennero allestite numerose altre basi per l'accesso al paese, sia via mare che via cielo, e venne organizzato un enorme apparato logistico per supportare le sempre crescenti forze statunitensi in arrivo.
Venne inoltre costituita una prima struttura di comando con l'organizzazione della III Marine Amphibious Force a nord (I Corpo), al comando del tenente generale Lewis Walt, per coordinare l'impiego delle crescenti forze dei Marines in arrivo nell'area. Venne costituita anche la Field Force, Vietnam (inizialmente denominata Task Force Alpha), al comando del tenente generale Stanley Larsen, per dirigere tutte le forze dell'Esercito statunitense già schierate o di cui era previsto l'afflusso nelle altre regioni militari del Vietnam del Sud.
Proprio la 1ª Divisione Cavalleria fu quindi la prima divisione organica ad essere inviata integralmente in Vietnam a partire dall'agosto 1965 e schierata nel territorio del II Corpo, per entrare in azione nell'area centrale del Vietnam del Sud insieme agli aviotrasportati della 101ª Divisione, in previsione di una possibile offensiva delle forze comuniste (con il concorso di reparti regolari nordvietnamiti di cui era stata accertata la presenza negli altipiani centrali) in quell'area con l'obiettivo di dividere in due parti il paese con una manovra in direzione della costa.

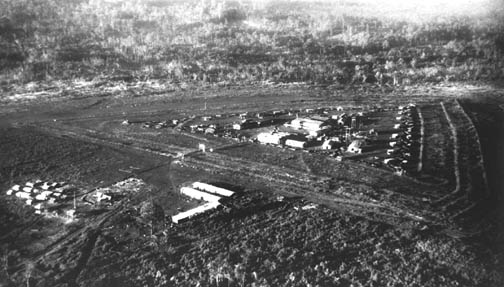
Il campo delle Forze Speciali di Pleime, che fu attaccato il 19 ottobre 1965 dalle truppe nordvietnamite

I servizi di informazione statunitensi avevano chiaramente evidenziato i segni di un'attività preparatoria da parte delle forze nordvietnamite per sferrare un'offensiva in forze, allo scopo di "tagliare il paese in due" dividendo le forze americane presenti a ridosso della Zona Demilitarizzata da quelle presenti più a sud vicino a Saigon, attraverso l'occupazione di vaste aree degli altipiani centrali. Alla 1ª Divisione di Cavalleria venne assegnata in particolare la zona costituita dalle province di Binh Dinh, Kontum e Pleiku nell'area del II Corpo: l'obiettivo era appunto quello di impedire che il paese venisse diviso in due dai nordvietnamiti. La base principale della divisione venne organizzata ad An Khe presso il cosiddetto Camp Radcliffe, tra le province di Pleiku e di Binh Dinh.
Sembra, peraltro, che la dirigenza politico-militare nordvietnamita, di fronte al massiccio concentramento di forze da combattimento statunitensi nella regione centrale del Vietnam del Sud, avesse deciso ben presto di sospendere gli ambiziosi e irrealistici piani di offensiva generale inizialmente previsti e avesse preferito invece organizzare puntate aggressive con alcuni esperti reggimenti regolari dell'esercito, nell'area degli altipiani centrali, allo scopo di provocare un intervento delle truppe statunitensi e quindi affrontare un primo confronto diretto con il nuovo avversario, per sondarne le capacità, i mezzi tecnologici e le nuove modalità operative di guerra mobile con elicotteri e, di conseguenza, studiare tattiche adeguate per affrontarlo e possibilmente sconfiggerlo.
Quindi, già il 19 ottobre 1965, il campo delle forze speciali di Pleime, a quaranta chilometri a sud-ovest di Pleiku, venne attaccato da forze nordvietnamite (elementi del 33º Reggimento): il campo riuscì a resistere anche grazie all'immediato rinforzo via terra di reparti sudvietnamiti (ranger guidati dal maggiore statunitense Charles Alvin Beckwith) ed all'intervento degli elicotteri armati del 1º Squadrone del 9º Reggimento di Cavalleria, subito fatto intervenire dal comando centrale del MACV, oltre che dell'Aviazione statunitense. I nordvietnamiti, di fronte alla potenza di fuoco del nemico, abbandonarono rapidamente l'attacco e si ritirarono verso sud-ovest. Nel pomeriggio del 23 novembre, colsero di sorpresa una colonna sudvietnamita inviata di rinforzo al campo di Pleime, venendo respinta da un nuovo intervento della cavalleria statunitense, ripiegando infine verso il confine cambogiano al riparo delle pendici del monte Chu Pong.

## Cronologia
(Generale Chu Huy Man, comandante nordvietnamita del settore B-3 negli altipiani centrali.)

### I primi scontri
Come risposta all'attacco nordvietnamita al campo di Pleime e al precedente – luglio-agosto 1965 – assedio al campo delle forze speciali sudvietnamite di Duc Co da parte del 320º Reggimento nordvietnamita, il 23 ottobre il generale Westmoreland ordinò alla 1ª Divisione di Cavalleria (al comando del maggior generale Harry Kinnard) di intervenire in forze per una prima grande operazione di "Ricerca e distruzione" (Search and Destroy) nella valle del fiume Ia Drang, a sud-ovest di Pleime, per affrontare e schiacciare i reparti nordvietnamiti presenti nell'area. Si trattava dei reggimenti 320º, 33º e 66º dell'Esercito regolare del Vietnam del Nord, appena giunti negli altipiani centrali dopo estenuanti marce a piedi di molte settimane lungo il Sentiero di Ho Chi Minh, e del battaglione H15 Vietcong.
Erano i reparti che avevano attaccato Pleime e Duc Co e numericamente rappresentavano l'equivalente di una divisione: in caso di confronto diretto, sarebbe stata la prima volta in cui l'Esercito statunitense avrebbe combattuto contro grandi reparti regolari dell'Esercito nordvietnamita. L'offensiva della cavalleria aerea sarebbe stata denominata in codice Operazione "Silver Bayonet".

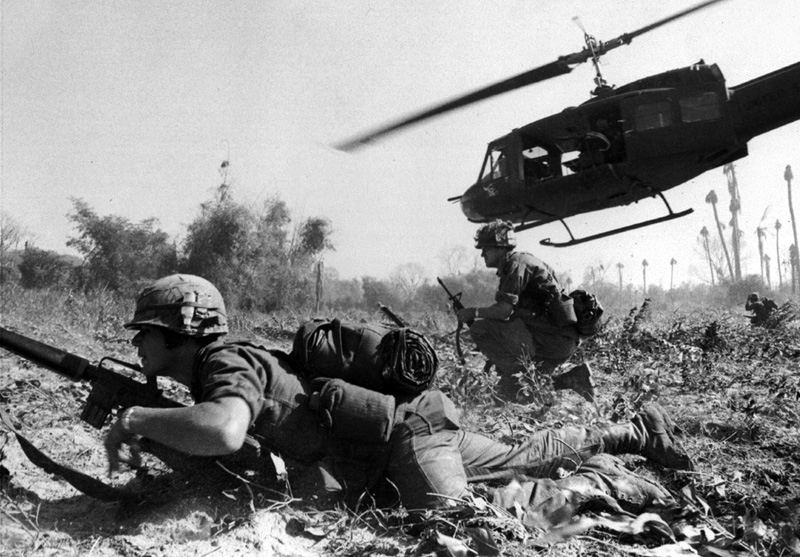
Soldati della cavalleria aeromobile durante la battaglia di Ia Drang

Immediatamente venne quindi dispiegato a Pleiku, presso il Camp Holloway, l'intero 1º Squadrone del 9º Reggimento di Cavalleria (il reparto esploratore e da combattimento della 1ª Divisione di Cavalleria) comandato dal tenente colonnello John B. Stockton che diede inizio a pattugliamenti aerei per trovare i nordvietnamiti, in aggiunta agli altri reparti della 1ª Brigata. Già il 1º novembre, il 1º Squadrone individuò alcuni reparti nordvietnamiti e occupò l'ospedale da campo del 33º Reggimento nordvietnamita. Questi ultimi contrattaccarono subito e gli scontri continuarono per ore fino all'intervento risolutivo del 2º Battaglione del 12º Reggimento di Cavalleria. Gli statunitensi ebbero 11 morti e 51 feriti, mentre le perdite nordvietnamite furono stimate in 78 morti mentre i prigionieri furono 57.
Nei giorni successivi, gli uomini del tenente colonnello Stockton, dopo essersi trasferiti a Duc Co, incrementarono le loro aggressive puntate in territorio occupato dai nordvietnamiti ed effettuarono con successo diverse imboscate, compresa la prima imboscata con sbarco notturno da elicotteri, rinforzati con una compagnia del 1º Battaglione dell'8º Reggimento di Cavalleria, nella Landing Zone Mary, fra il 3 ed il 4 novembre, dove vi furono 4 morti e 25 feriti statunitensi contro i 150 morti nordvietnamiti. Durante questi improvvisi scontri il 33º Reggimento nordvietnamita subì grosse perdite e la cavalleria statunitense diede una notevole dimostrazione delle sue capacità di intervento rapido e efficace, cogliendo di sorpresa i nordvietnamiti.
Il 9 novembre, il comando della 1ª Divisione di Cavalleria decise di rilevare la 1ª Brigata con la 3ª Brigata (posto di comando a Catecka, a ovest di An Khe) comandata dal colonnello Thomas Brown, costituita dal 1º e dal 2º Battaglione del 7º Reggimento di Cavalleria (lo stesso reggimento del generale Custer) e dal 2º Battaglione del 5º Reggimento. Assieme ai reparti della 1ª Brigata, avrebbe lasciato Pleiku anche il 1º Squadrone, il reparto che aveva agganciato i nordvietnamiti e combattuto le azioni nei giorni precedenti: per le successive operazioni, la 3ª Brigata non avrebbe quindi avuto il supporto del reparto da ricognizione e combattimento divisionale, con la prospettiva quindi di continuare la campagna con elementi da ricognizione indeboliti e con il rischio di essere sorpreso da improvvisi attacchi nordvietnamiti.

### La battaglia alla zona d'atterraggioX-Ray

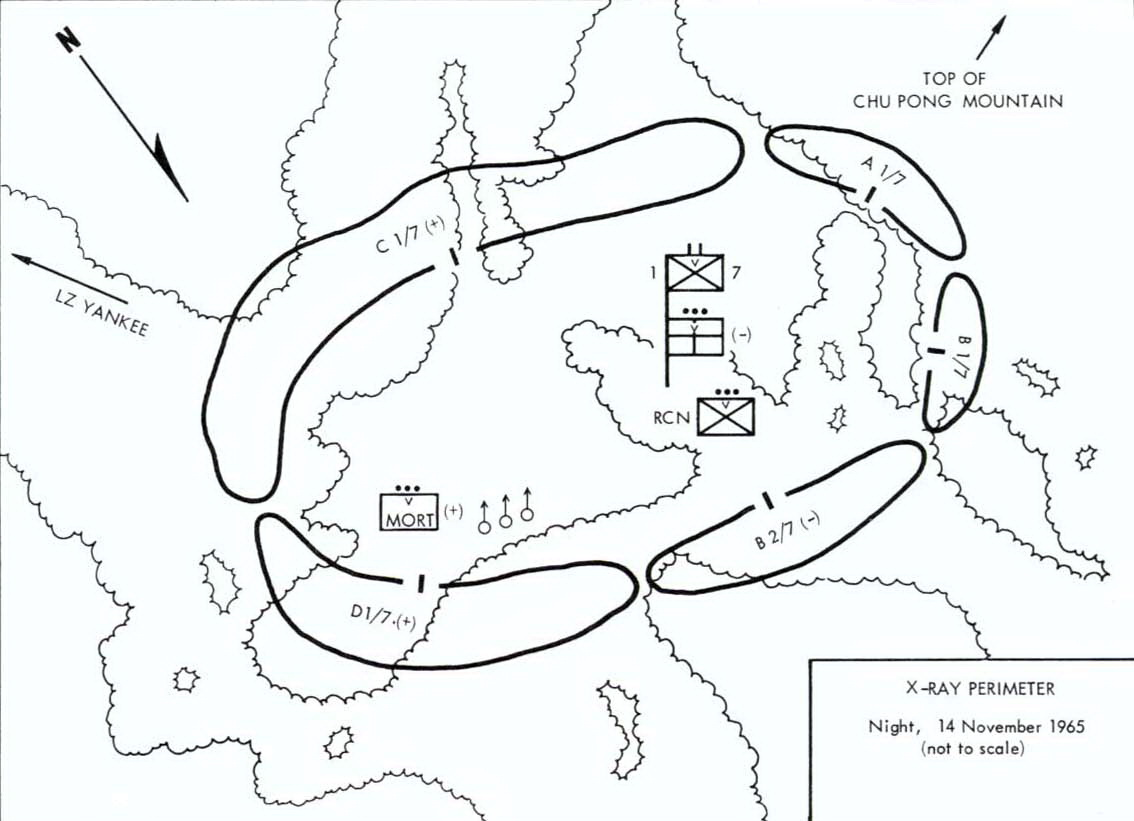
Situazione del perimetro difensivo del 1º Battaglione del 7º Reggimento di Cavalleria nella notte tra il 14 ed il 15 novembre 1965, alla zona d'atterraggio X-Ray

Dopo alcune infruttuose missioni di ricerca a est e a sud-est del campo di Pleime, il colonnello Brown decise finalmente, sollecitato anche dal vice comandante della divisione generale di brigata Richard Knowles, di impegnare il suo reparto migliore e meglio addestrato, il 1º Battaglione del 7º Reggimento, al comando del tenente colonnello Harold Moore, in un'incursione in profondità a ovest del campo delle forze speciali, per penetrare il 14 novembre nella quasi inaccessibile e ostile valle di Ia Drang dove effettuare una nuova operazione di "ricerca e distruzione" dei nordvietnamiti sfuggiti dopo l'infruttuoso attacco a Pleime e gli scontri sostenuti nei giorni successivi.
Giunti nella impervia regione del fiume Ia Drang, i 495 uomini del battaglione si sarebbero trovati improvvisamente attaccati e costretti a combattere una disperata battaglia difensiva contro quasi 2 000 soldati delle forze regolari nordvietnamite, che discendevano nella valle dalle loro postazioni sicure sullo scosceso monte Chu Pong.
Le compagnie del battaglione vennero trasportate con soli 16 elicotteri UH-1 Iroquois (appartenenti alla compagnia A del 229º Battaglione Elicotteri d'Assalto guidato dal maggiore Bruce Crandall), quantità considerata insufficiente che costrinse il comando statunitense a schierare a scaglioni i soldati e quindi a effettuare ripetute missioni di trasporto tra Pleiku e la zona di atterraggio individuata e scelta dal colonnello Moore dopo numerose perlustrazioni aeree nella valle, con il rischio di esporre i primi gruppi a improvvisi attacchi di forze soverchianti, privandone inoltre del vantaggio della sorpresa e della schiacciante superiorità di uomini e mezzi sul luogo dell'azione, previsti in teoria.

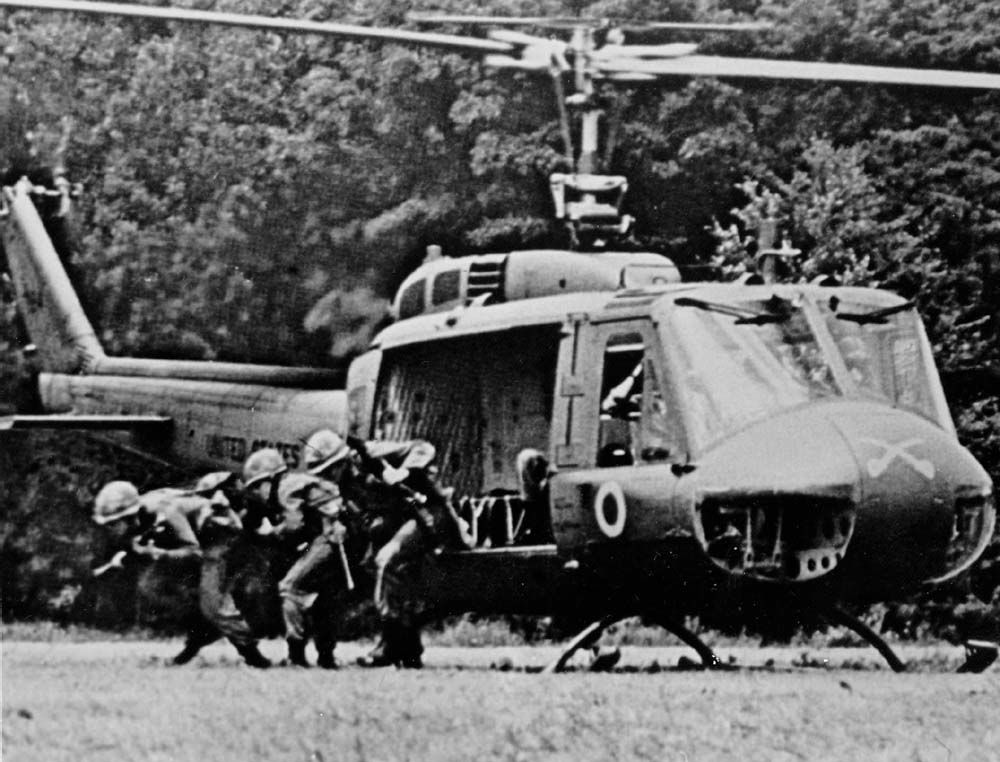
Uomini della cavalleria mentre scendono da un elicottero pronti ad entrare in combattimento

I primi soldati a sbarcare alle ore 10:45 del 14 novembre 1965, alla Landing Zone X-Ray (denominazione in codice della radura ai piedi del Chu Pong) furono i componenti della compagnia B (comandata dal capitano John Herren) guidati personalmente da Moore. Non vi fu alcuna opposizione e Moore opportunamente dispiegò la compagnia ai margini della radura in modo da ampliare la zona di schieramento e mettere in sicurezza la zona d'atterraggio. Moore venne inoltre allertato sulla pericolosità della sua posizione e sulla minacciosa presenza di numerose unità nordvietnamite pronte ad attaccare dal Chu Pong, informazioni fornite da un soldato nordvietnamita disertore catturato nelle vicinanze. I nordvietnamiti avevano pronti almeno tre battaglioni e gli statunitensi rischiavano di essere travolti in mancanza di un rapido rafforzamento della compagnia atterrata a X-Ray. Si trattava dei tre battaglioni (7º, 8º e 9º) del 66º Reggimento nordvietnamita (appartenente alla 304ª Divisione che si era già distinta nella battaglia di Dien Bien Phu) che i generali Chu Huy Man (comandante in capo del settore degli altipiani) e Nguyễn Hữu An (alla guida diretta dei reparti sul campo) stavano per scagliare in massa dalle pendici del Chu Pong contro la radura della cavalleria aerea. A circa otto ore di marcia c'era inoltre il battaglione H15, unità di vietcong quindi più debole delle forze regolari, mentre sul confine cambogiano (a nord del fiume Ia Drang) era in marcia un altro reggimento nordvietnamita (il 320º, che aveva assediato per due mesi la base di Duc Co).

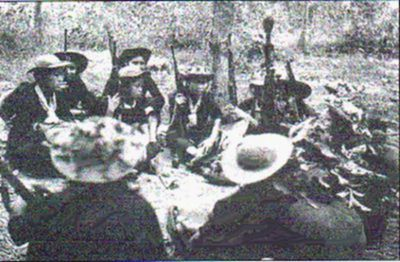
Un reparto vietcong impegnato in una riunione di critica e autocritica, durante una pausa dai combattimenti

La battaglia ebbe inizio improvvisamente alle 12:45, tra i soldati del capitano Herren, che si erano portati ai margini di X-Ray (nel punto dove iniziava la giungla) per ampliarne il perimetro e anticipare le mosse del nemico, e la fanteria nordvietnamita che, discesa dal Chu Poing, sferrò subito un attacco frontale. Gli scontri raggiunsero subito la massima violenza e si scatenarono combattimenti a distanza ravvicinata con l'impiego solo delle armi leggere in cui i nordvietnamiti poterono sfruttare i loro fucili d'assalto AK-47. I soldati statunitensi si batterono bene e inflissero gravi perdite, ma ben presto furono messi in difficoltà dall'aggressività e dalla superiorità numerica nordvietnamite.
Inoltre un plotone (al comando del tenente Herrick) della compagnia B rimase isolato in cima a una cresta rocciosa, al di fuori del perimetro, dopo aver inseguito incautamente un reparto nordvietnamita apparentemente in fuga. Il plotone venne rapidamente circondato e dovette battersi disperatamente per quasi due giorni per evitare la completa distruzione.
Nel frattempo, il tenente colonnello Moore organizzò la difesa di X-Ray facendo ripiegare la compagnia B, che si era battuta coraggiosamente, e schierando le due nuove compagnie in arrivo a scaglioni per rafforzare il perimetro. Quindi la compagnia A (del capitano Ramon Nadal) e la compagnia C (del capitano Robert Edwards) si posizionarono ai lati della B, sfruttando la copertura fornita dal letto di un torrente in secca e costituendo un'efficace linea difensiva in grado di contrastare le ondate di fanteria nordvietnamita. Una manovra di aggiramento nordvietnamita venne individuata e respinta dagli statunitensi e i primi vennero decimati dovendo infine ripiegare.
Moore contava, per sostenere la difesa di X-Ray e infliggere dure perdite ai nordvietnamiti, sul sostegno dell'artiglieria di brigata (quattro batterie di obici da 105 mm posizionate alle zone d'atterraggio Victor e Falcon, a est di X-Ray), dagli elicotteri armati con cannoni e razzi e soprattutto dall'Aviazione che durante la battaglia avrebbe moltiplicato gli interventi con missioni tattiche e anche con pesanti incursioni "Arc Light" dei bombardieri B-52 contro le retrovie nemiche sul Chu Pong.
Gli scontri proseguirono durante tutto il 14 novembre, durante il quale Moore tentò di raggiungere il plotone circondato con un contrattacco delle compagnie A e B, ma la resistenza nordvietnamita bloccò quasi subito il tentativo. Le unità statunitensi furono contrattaccate e solo con gravi difficoltà, pesanti perdite e notevoli atti di valore gli statunitensi riuscirono a ripiegare all'interno del perimetro.
La situazione a X-Ray rimaneva critica, i nordvietnamiti avevano attaccato pesantemente, nonostante le gravi perdite, e si stavano rafforzandosi per continuare il combattimento. Moore riorganizzò così le difese della zona d'atterraggio per la notte, agevolato anche dall'arrivo in elicottero prima della compagnia D (del capitano Roy Lefebvre), che peraltro venne subito impegnata in un settore scoperto e subì a sua volta notevoli perdite, e della compagnia B del 2º Battaglione (del capitano Diduryk) inviata dal colonnello Brown per aiutare le provate truppe del 1º Battaglione.

### Combattimenti del 15-16 novembre e ritirata nordvietnamita

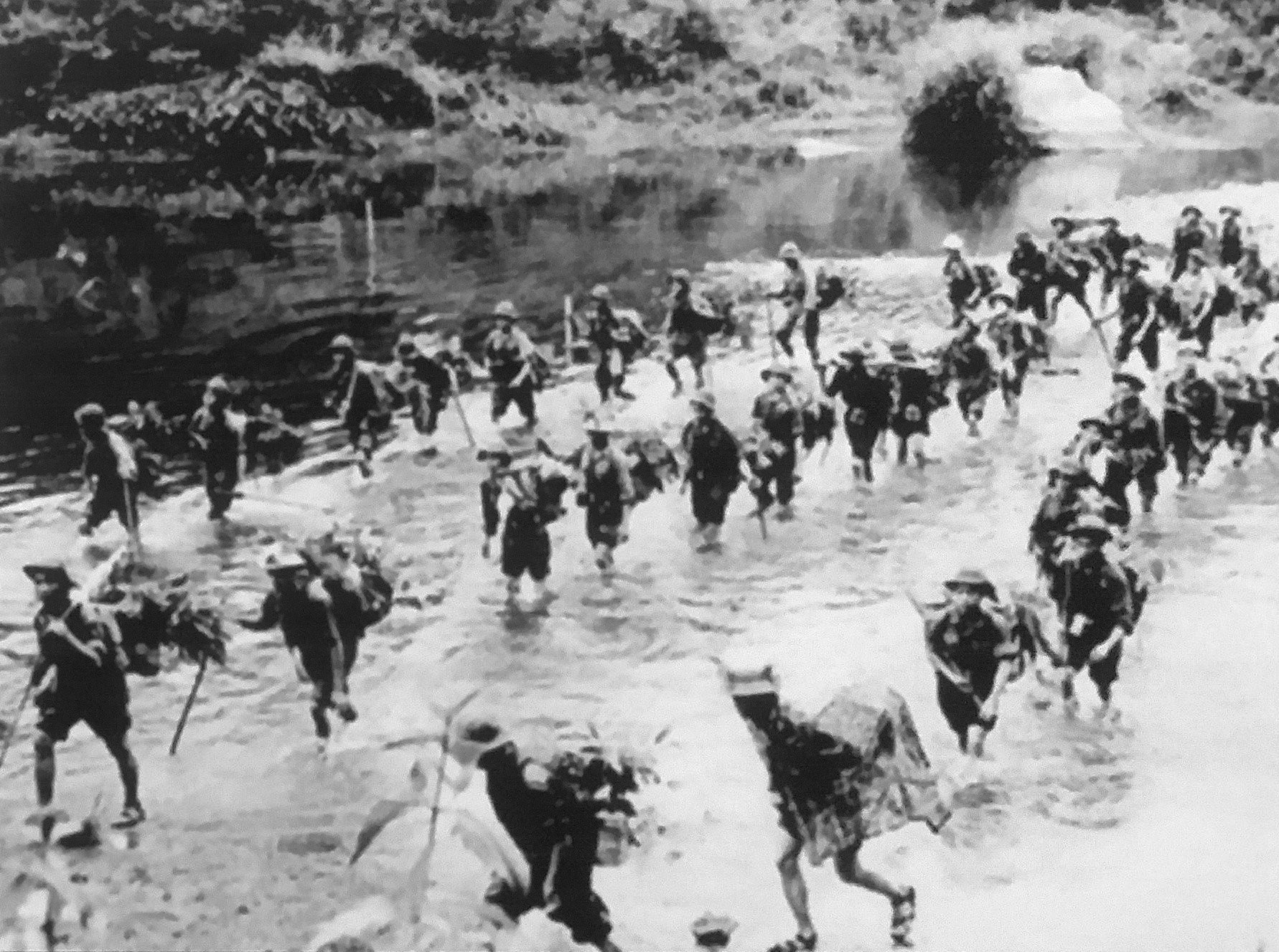
Soldati nordvietnamiti durante le estenuanti marce a piedi per raggiungere il settore dei combattimenti

Nel primo mattino del 15 novembre, i nordvietnamiti ripartirono all'attacco impiegando il 7º Battaglione del 66º Reggimento. Durante la notte il reparto era avanzato di nascosto nell'erba alta per posizionarsi nel lato sud del perimetro difeso dalla compagnia C. Contemporaneamente, Moore aveva progettato una ricognizione all'alba di tutte le compagnie per prevenire sorprese, ma l'attacco nordvietnamita colpì in pieno la compagnia del capitano Edwards, costringendola rapidamente a una disperata ritirata sotto il fuoco del nemico, che si lanciò all'inseguimento per travolgere le difese statunitensi.
La compagnia C si trovò in grave difficoltà, sottoposta a continui attacchi nordvietnamiti, e lo stesso comandante Edwards venne ferito. Gli altri ufficiali e quasi tutti i sottufficiali morirono o rimasero anch'essi feriti e le perdite tra i soldati furono elevatissime. L'attacco nordvietnamita si estese per tutto il giorno lungo tutto il perimetro. Anche la compagnia D subì una violenta pressione e il tenente colonnello Moore dovette improvvisare il rafforzamento dei settori in pericolo impegnando le sue riserve e fu costretto a richiedere un potenziamento del sostegno dell'artiglieria e degli aerei, lanciando fumogeni indicatori ai margini del perimetro stesso, con il rischio di provocare perdite per fuoco amico.
L'intervento del plotone ricognitori e della compagnia del capitano Diduryk riuscì infine a stabilizzare la situazione nel settore sud-est del perimetro. I bombardamenti e il fuoco d'artiglieria (oltre 300 missioni aeree vennero eseguite e furono sparati quasi 4 000 colpi di artiglieria) inflissero pesanti perdite agli attaccanti, costringendoli a desistere. La stessa compagnia C, pur decimata (erano rimasti in combattimento non più di quaranta soldati degli oltre cento effettivi alla compagnia), continuò a battersi coraggiosamente contro le ondate di fanteria nordvietnamita. Il perimetro di X-Ray aveva ormai superato il momento più critico ed erano in arrivo via terra nuovi rinforzi della cavalleria aerea.
Tra la fine del 15 novembre e la mattina del 16, arrivarono il resto del 2º Battaglione del 7º Reggimento ed il 2º Battaglione del 5º Reggimento di Cavalleria (quest'ultimo marciò a piedi dalla zona d'atterraggio Victor, posta a sud est di X-Ray, incontrando resistenza durante il percorso e solo una parte delle sue compagnie arrivò quando lo scontro era quasi terminato e i nordvietnamiti si stavano ormai ritirando).

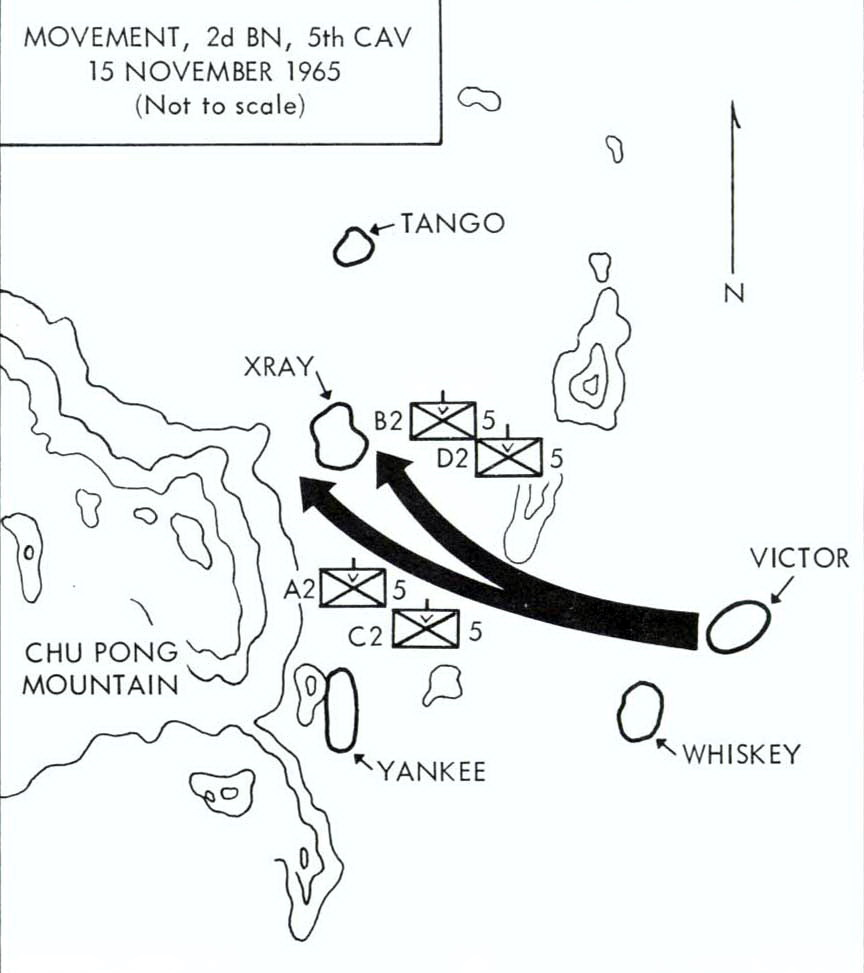
Marcia di avvicinamento a X-Ray da parte del 2º Battaglione, 5º Reggimento di Cavalleria

Inoltre, sempre il 15 novembre iniziarono i massicci bombardamenti dei B-52 sul Chu Pong che devastarono le retrovie nemiche per sei interi giorni, mentre nel pomeriggio Moore, con l'aiuto dei reparti freschi del 2º Battaglione (guidato dal tenente colonnello Robert Tully) poté finalmente organizzare il salvataggio del plotone ancora isolato e ormai ridotto a pochissimi uomini guidati dal sergente Savage, dopo il ferimento del tenente Herrick. Un attacco coordinato di tre compagnie (la B del capitano Herren e le due del 5º Reggimento, A del capitano Bennett e C del capitano Boyt) permise di raggiungere, nonostante il fuoco dei cecchini nordivetnamiti, i sopravvissuti (sette uomini illesi su un organico iniziale di 27 soldati) che si erano battuti disperatamente per due giorni respingendo continui attacchi, grazie anche ad un efficace fuoco d'artiglieria coordinata via radio.

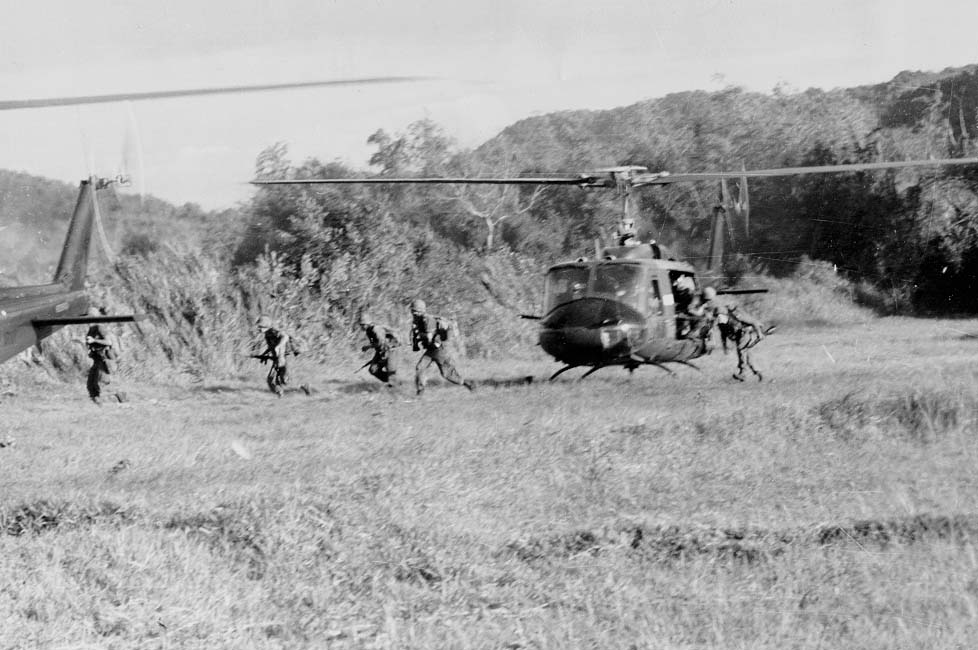
La cavalleria aerea giunta a terra con gli elicotteri

Nonostante le forti perdite i comandanti nordvietnamiti fecero ancora un ultimo tentativo per spezzare il perimetro statunitense a X-Ray, ormai molto rafforzato dalle compagnie in arrivo. Nel primo mattino del 16 novembre due compagnie fresche sferrarono un ultimo attacco contro il lato meridionale della zona d'atterraggio, ma il settore, in precedenza difeso dalla decimata compagnia C, ora era stato rinforzato da Moore con la compagnia del capitano Diduryk appartenente al 2º Battaglione del 7º Reggimento. L'attacco venne questa volta facilmente respinto e i nordvietnamiti subirono nuove perdite. Alle ore 06:50 gli statunitensi scatenarono il cosiddetto "minuto pazzo" (un fuoco generale, improvviso e coordinato nei tempi con tutta l'artiglieria disponibile e gli elicotteri) per infliggere il colpo di grazia ai nordvietnamiti e provocarne il cedimento finale.
Nel primo pomeriggio del 16 novembre, le truppe nordvietnamite diedero finalmente inizio alla ritirata di fronte all'ormai evidente impossibilità di ottenere una grande vittoria sugli statunitensi, distruggendone completamente il reparto inizialmente schierato (il 1º Battaglione), ed a causa delle gravi perdite subite. Il terreno intorno a X-Ray era disseminato di corpi di soldati nordvietnamiti.
Dopo la fine degli scontri, gli statunitensi rimasti padroni del campo di battaglia poterono evacuare i loro feriti e valutare direttamente le perdite inflitte e subite nei tre giorni di furiosa battaglia. Gli uomini del tenente colonnello Moore avevano ottenuto la vittoria finale, ma avevano a loro volta subito dure perdite e avevano trascorso momenti drammatici di fronte agli incessanti attacchi nordvietnamiti. Le perdite statunitensi furono di 79 soldati uccisi e 121 feriti mentre le perdite nordvietnamite, stimate sul campo di battaglia, furono apparentemente molto più pesanti, 634 morti e 1 215 feriti, in ragione soprattutto della potenza di fuoco aereo.
Questa prima battaglia fra reparti regolari nordvietnamiti e statunitensi ha ispirato un libro scritto dallo stesso Moore assieme a Joseph Galloway (uno dei pochi reporter presenti durante la battaglia), intitolato We were soldiers once and young (opera tradotta in italiano con il titolo "Eravamo giovani in Vietnam") che si sofferma in particolare sugli avvenimenti vissuti in quella occasione dal 1º Battaglione del 7º Reggimento di Cavalleria. Dal libro e sulla vicenda è stato tratto anche un film del 2002, We Were Soldiers - Fino all'ultimo uomo, con Mel Gibson.

### Il sanguinoso scontro finale adAlbany
In realtà, la battaglia era tutt'altro che finita: lo scontro sarebbe ben presto continuato in un altro punto della valle di Ia Drang e in modo ancora più drammatico e sanguinoso per gli americani. Il 1º battaglione del 7º reggimento cavalleria (molto indebolito dalle perdite e dalla durezza degli scontri) era stato prontamente ritirato da X-Ray per mezzo degli elicotteri; al suo battaglione gemello (il 2º del 7º reggimento) venne invece ordinato di abbandonare la Landing Zone e di ritirarsi a piedi per raggiungere marciando la Landing Zone Albany (a nord est di X-Ray); al 2º battaglione/5º reggimento, che nel frattempo aveva ricevuto il resto delle sue compagnie, venne ordinato di raggiungere, sempre marciando, la Landing Zone Columbus ad est (area, assieme a Landing Zone Victor più a sud est, dalla quale l'artiglieria aveva precedentemente appoggiato il 1º/7º, come anche dalla vicina Landing Zone Falcon)..
La pianificazione prevedeva che entrambi i battaglioni marciassero verso est insieme; poi il 2º battaglione/7º reggimento avrebbe deviato a nord verso Albany mentre il 2º battaglione/5º reggimento avrebbe proseguito ad est per Columbus.
Questo sorprendente movimento a piedi della cavalleria aerea (in teoria dotata di oltre 400 elicotteri), per raggiungere attraverso un territorio sconosciuto e ostile Albany, presentava grossi rischi che evidentemente vennero sottovalutati dal comando americano convinto di aver ormai schiacciato la resistenza del nemico dopo le dure perdite inflittegli a X-Ray.
In realtà, invece, i generali nordvietnamiti Man e An non avevano ancora deciso di abbandonare la lotta; al contrario, con l'aiuto di reparti freschi e dopo aver individuato dalle cime del monte Chu Pong il movimento a piedi degli americani, contavano di prendersi la rivincita organizzando un mortale agguato per infliggere il massimo delle perdite alla cavalleria aerea, colta di sorpresa e senza l'appoggio degli elicotteri.
Quando alle ore 13:00 del 17 novembre il 2º battaglione /7º reggimento (al comando del tenente colonnello Robert McDade), sfiancato dalla disagevole marcia a piedi e allungato per 500 metri lungo la pista in un territorio inospitale caratterizzato da boscaglia ed erba alta, fu in prossimità della Landing Zone Albany, avvenne la micidiale imboscata nordvietnamita effettuata dall'unità più fresca a disposizione del generale Nguyen Huu An: l'8º battaglione del 66º reggimento, a cui si erano prontamente aggregati i superstiti della battaglia alla Landing Zone X-Ray del 33º reggimento.
Si sviluppò un violentissimo scontro a distanza ravvicinata in mezzo all'erba alta, che rapidamente degenerò in una confusa mischia in cui i nordvietnamiti poterono sfruttare la loro potenza di fuoco di armi leggere e frammentare a gruppi la colonna nemica. Le unità avversarie si frammischiarono e i singoli gruppi americani, colti di sorpresa, furono disgregati e spesso distrutti dalla fanteria nemica che attaccava da più direzioni, mentre la confusa situazione tattica non consentì inizialmente di appoggiare con tiri d'artiglieria o missioni aeree i soldati statunitensi, come invece era stato possibile nei giorni precedenti nella Landing Zone X-Ray
Durante i drammatici scontri corpo a corpo, in cui i soldati nordvietnamiti misero in mostra grande coraggio e aggressività, eguagliati dalla solida resistenza dei soldati superstiti della cavalleria americana, entrambe le parti subirono perdite altissime. In particolare, la compagnia Delta venne decimata, mentre la compagnia Charlie venne accerchiata e praticamente distrutta (ebbe 45 morti e 50 feriti su un totale di 112 effettivi).
Solo grazie all'intervento in elicottero ad Albany di alcuni reparti di rinforzo della cavalleria aerea e, soprattutto, ai massicci bombardamenti finalmente effettuati dall'aviazione americana, che saturò con il napalm tutta l'area e inflisse pesanti perdite ai soldati nordvietnamiti, la situazione venne salvata e i sopravvissuti del 2º battaglione poterono resistere durante la notte del 17 novembre in pochi precari capisaldi.

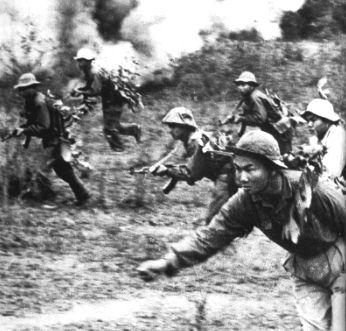
Soldati nordvietnamiti all'attacco; queste truppe, disciplinate e combattive, misero in seria difficoltà la cavalleria aerea.

Nella furiosa battaglia, che durò 12 ore tra il 17 e il 18 novembre, perirono 151 americani, altri 121 rimasero feriti e 4 furono i dispersi, mentre da parte nordvietnamita vi furono 403 morti e 150 feriti (stima statunitense). I soldati del 2º/7º reggimento scampati al massacro furono fortunosamente evacuati con gli elicotteri da Albany il 19 novembre, mentre dei 4 dispersi furono recuperati i corpi solo nell'aprile 1966.
La cruenta battaglia nella Landing Zone Albany rimane lo scontro singolo più sanguinoso dell'intera guerra del Vietnam e il giorno con il maggior numero di perdite per un reparto organico dell'Esercito americano durante il conflitto indocinese.
Solo negli ultimi cinque giorni di scontri nella valle dello Ia Drang (dal 14 al 18 novembre 1965), 234 americani erano morti e 242 feriti; erano perdite dolorose e impreviste per la dirigenza politico-militare statunitense.
Fu uno scontro storico in quanto, per la prima volta, le due parti si erano affrontate in campo aperto con grandi unità combattenti e avevano messo in mostra le proprie tattiche, i propri punti di forza e di debolezza, e le capacità dei loro soldati. La durezza degli scontri e la rilevanza delle perdite prefigurarono l'andamento futuro della guerra e i suoi costi economici e umani, ed evidenziarono subito che, nonostante l'apparentemente schiacciante superiorità americana, il nemico nordvietnamita era combattivo, per nulla scoraggiato e in grado di fronteggiare efficacemente le tattiche delle forze statunitensi.
Nei giorni successivi, la 3ª brigata (molto provata dalle perdite) venne sostituita dalla 2ª brigata (colonnello William R. Lynch) che proseguì le operazioni nell'area fino al 27 novembre, infliggendo altre perdite ai nordvietnamiti del 320º reggimento, sorpresi il 20 novembre in ripiegamento a nord dello Ia Drang, durante uno scontro a cui parteciparono anche due battaglioni della brigata aviotrasportata sudvietnamita.
I "pezzi grossi", infatti, temevano che le forze americane, nell'inseguire i nemici, potessero avventurarsi troppo vicino al confine cambogiano e allora inclusero nella campagna anche la brigata aviotrasportata sudvietnamita per impedire che i reggimenti nordivietnamiti, sconfitti nella valle dello Ia Drang, tornassero a rifugiarsi in Cambogia. In quest'occasione il generale Dong, comandante dell'Aviotrasportata sudvietnamita, affidò il comando di una task force di circa duemila uomini al colonnello Ngo Quang Truong e quest'ultimo scelse come consigliere americano l'allora maggiore H. Norman Schwarzkopf (successivamente generale che vinse la Prima Guerra del Golfo, nel 1991) che definì il colonnello Truong "il più brillante comandante tattico che abbia mai incontrato.". Ebbene, Truong, impiegando sapientemente le sopraccitate truppe di élite sudvietnamite, completò il lavoro della 1ª divisione di cavalleria aviotrasportata degli Stati Uniti ottenendo una vittoria decisiva annientando la rimanente parte delle forze nordvietnamite (reinventò la tattica adottata nel 217 a.C. da Annibale quando aveva accerchiato e annientato le legioni romane sulle rive del Trasimeno).
Il 27 novembre le operazioni erano ormai terminate e la cavalleria aerea si era completamente ritirata ad An Khe, mentre i sopravvissuti dei reparti nordvietnamiti, dopo aver gettato le armi fuggirono nella vicina Cambogia al riparo da interventi americani, impossibili per ragioni di alta politica internazionale. I comandi americani non mancarono di addossare a queste importanti limitazioni operative molte delle loro difficoltà strategiche sul campo.
Dal punto di vista americano, gli eventi accaduti nella valle di Ia Drang, pur se caratterizzati dalla sorprendente durezza dei combattimenti e dalle crudeli e inattese perdite umane subite, furono comunque almeno in parte positivi: in questi scontri erano stati uccisi infatti anche molti soldati nordvietnamiti, erano state disorganizzate diverse grandi unità del Vietnam del Nord e, soprattutto, era stato vanificato il tentativo del nemico di "dividere in due" il Vietnam del Sud, permettendo alla 1ª Divisione di Cavalleria aerea statunitense di abbandonare in sicurezza il settore degli altipiani e di impegnarsi in nuove offensive sempre nella zona del II Corpo, ma spostando il baricentro delle successive operazioni nella provincia costiera di Binh Dinh, ad est di Pleiku.
Anche le successive operazioni della cavalleria aerea (Operazione "Irving" e soprattutto "Operazione Masher"), che si sarebbero svolte in questa provincia costiera, sarebbero state caratterizzate nuovamente (come nella Valle di Ia Drang) da aspri scontri contro l'insidioso nemico (battaglie di Bong Son e Cu Nghi), da pesanti perdite per entrambe le parti e da risultati solo momentaneamente favorevoli alle forze americane.

## Risultati e conseguenze
Gli scontri avvenuti nel 1965 nella provincia di Pleiku e la battaglia di Ia Drang mantengono una grande importanza storica nel quadro complessivo della guerra del Vietnam, prefigurando i combattimenti degli anni successivi, mostrando per la prima volta i nuovi metodi operativi americani e le tattiche adottate dai nordvietnamiti per controbatterli, e dando una prima drammatica dimostrazione dell'asprezza degli scontri, delle perdite e dell'indubbio valore combattivo delle due parti.

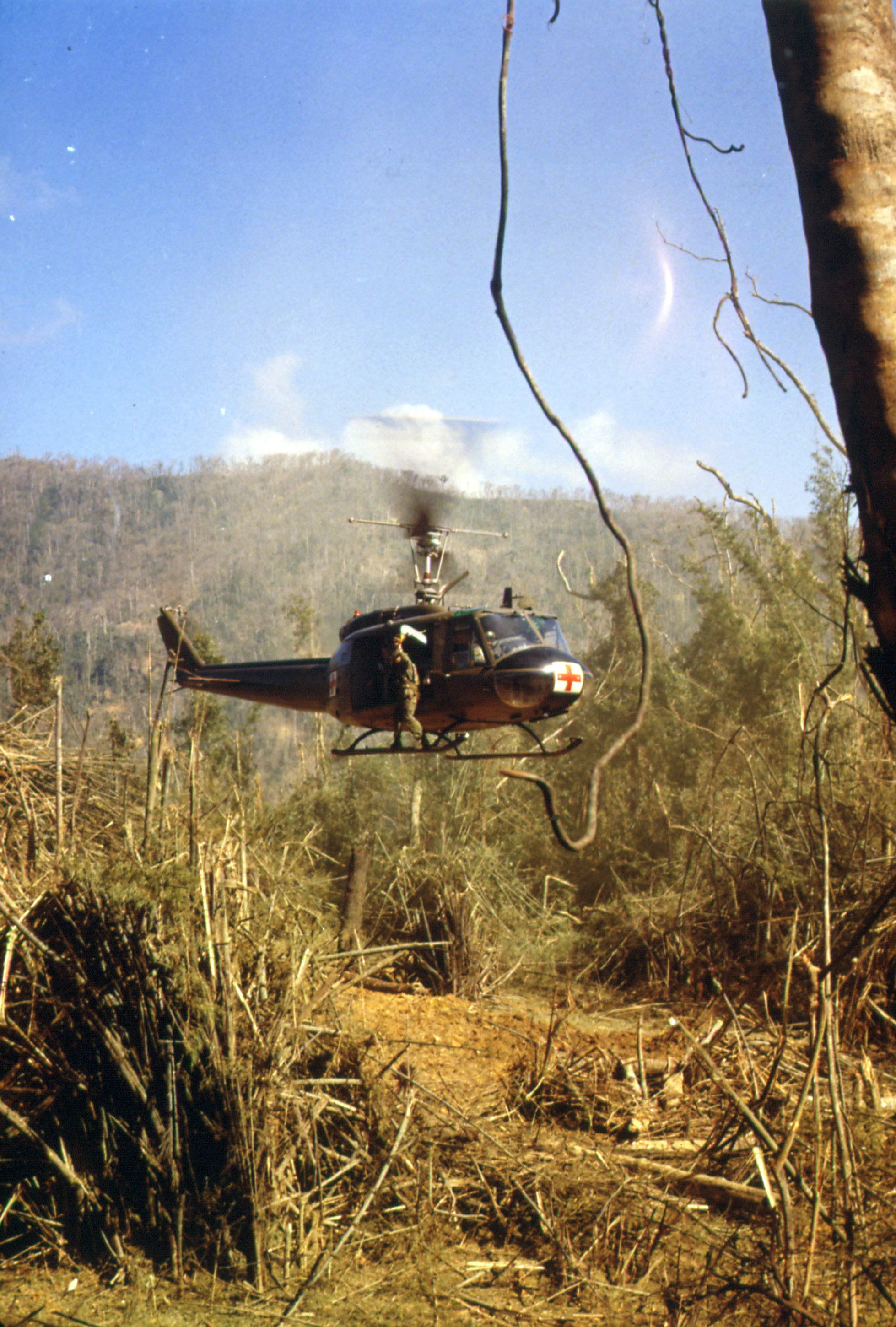
Gli elicotteri del servizio sanitario (missioni medevac) furono fondamentali per la pronta evacuazione dei feriti durante tutta la guerra del Vietnam.

La campagna di guerra nella provincia di Pleiku evidenziò alcuni grandi vantaggi conseguiti dagli americani con il loro audace impiego della mobilità aerea e con la loro innovativa costituzione di unità altamente mobili e pesantemente armate, sia in compiti di difesa e soccorso sia in ambiziose operazioni offensive nel cuore del territorio nemico.
Riguardo ai compiti difensivi, ormai da alcuni anni era divenuto chiaro ed evidente che i campi, allestiti in aree desolate e impervie dai consiglieri americani delle Forze Speciali con l'aiuto delle popolazioni locali "montagnards", per l'autodifesa dei villaggi erano particolarmente vulnerabili ad attacchi decisi da parte del nemico, in quanto distanti dalle basi delle unità regolari, con le conseguenti difficoltà logistiche per sostenere le deboli guarnigioni isolate.
L'uso dell'elicottero da parte delle unità di sostegno effettuato durante la campagna di Ia Drang dimostrò invece che era possibile trasferire contingenti importanti di truppe in modo rapido ed efficace.
Soprattutto, questa battaglia dimostrò che una forza mobile dotata intrinsecamente degli elicotteri necessari al proprio movimento, quando impiegata nei confronti di un nemico a cui mancava la superiorità aerea, aveva straordinarie capacità di ricognizione e intervento offensivo, consentendo di coprire aree di terreno molto vaste; inoltre le tattiche di mobilità aerea con elicotteri permettevano quasi sempre di rinforzare e sostenere unità in difficoltà, grazie all'afflusso tempestivo di nuovi reparti da combattimento direttamente nel pieno dell'azione.

L'uso degli elicotteri "cannoniera" si dimostrò spesso decisivo sia per azioni di fuoco di supporto all'artiglieria, che per interventi a sostegno delle truppe. Le truppe a terra, anche quando isolate e attaccate in forze dal nemico, potevano sempre contare su un tempestivo appoggio aereo, richiesto con un'affidabile ed efficace procedura via radio.
I soldati della cavalleria aerea, pur inesperti, si dimostrarono valorosi ed efficienti, battendosi strenuamente, spesso in condizioni difficili e su un terreno sconosciuto e ostile, contro la coraggiosa fanteria nemica; pur con il fondamentale sostegno dell'artiglieria, dell'aviazione e degli elicotteri armati, i cavalleggeri del cielo si dimostrarono formidabili combattenti e inflissero gravi perdite al nemico durante gli spesso drammatici scontri ravvicinati, senza perdere la coesione e la disciplina dei reparti.
Da questo momento in poi, oltre che nella 1ª Divisione di Cavalleria Aerea, gli elicotteri sarebbero stati inseriti organicamente anche nella 101ª Divisione aviotrasportata (di cui era presente in Vietnam solo la 1ª Brigata, almeno fino al 1967, quando arrivò il resto della divisione) e nella 173ª Brigata aviotrasportata, oltre a venire inquadrati in gran numero nella 1ª Brigata Aerea dell'Esercito e nei vari reparti di Marines, ed essere distribuiti su tutto il territorio sudvietnamita a sostegno delle altre unità da combattimento che non avevano una dotazione organica di elicotteri di proprio utilizzo esclusivo (nel momento di massimo impiego, in Vietnam erano disponibili oltre 5 000 elicotteri americani).
Tuttavia la battaglia di Ia Drang rivelò anche i punti deboli delle tattiche della cavalleria aerea e i problemi di combattere comunque, dopo aver abbandonato i mezzi ad ala rotante, in aree impervie e selvagge contro un nemico coraggioso e combattivo dovendo mantenere necessariamente il controllo della zona di atterraggio degli elicotteri. Il valore e l'aggressività dei nordvietnamiti impressionò le truppe americane, ed anche la loro capacità di cogliere di sorpresa il nemico, e di affrontare sanguinosi scontri a distanza ravvicinata sfruttando la potenza di fuoco delle loro armi leggere di fanteria, infliggendo dure e impreviste perdite ai soldati americani.

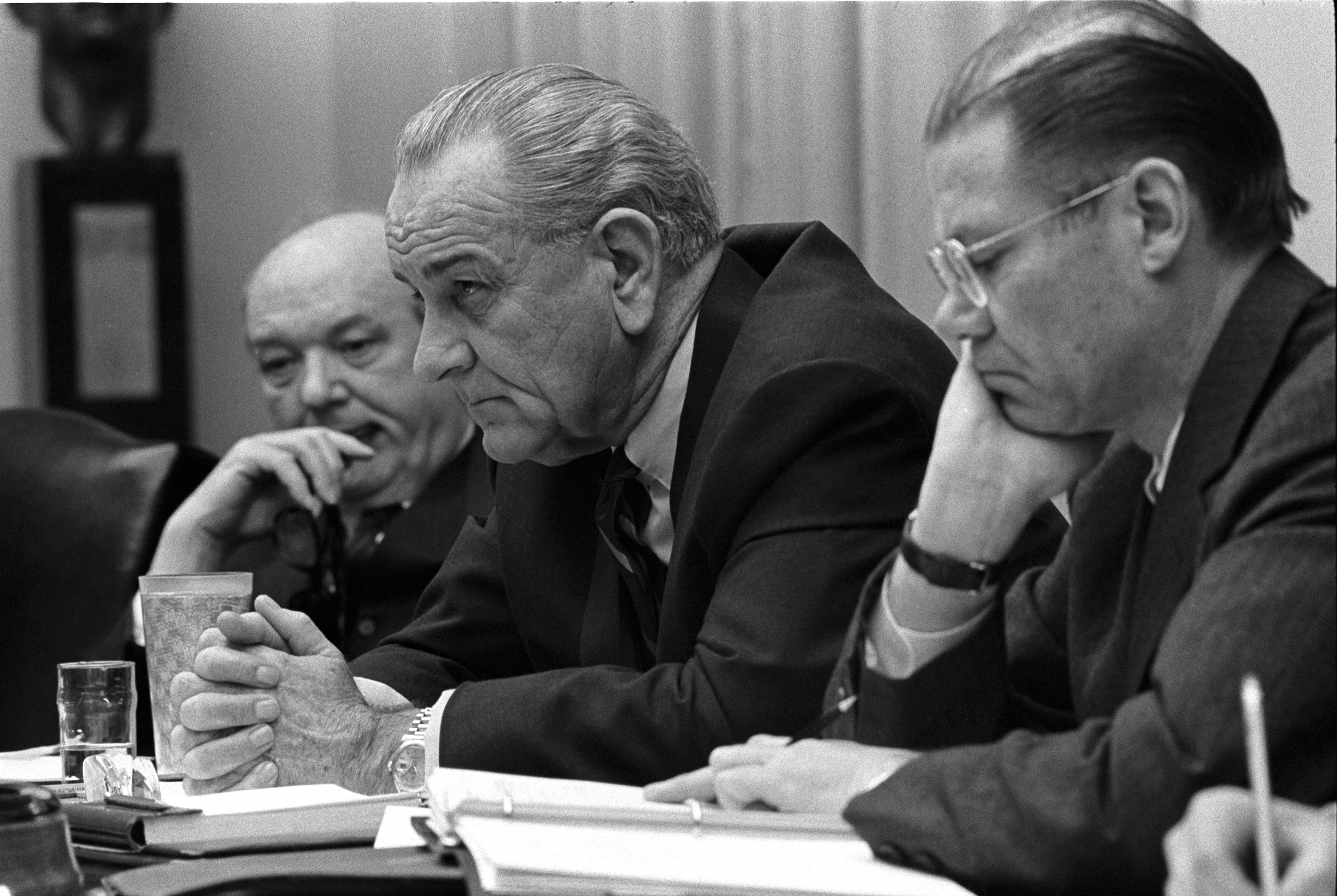
Da sinistra a destra: Dean Rusk, Segretario di Stato, il Presidente degli Stati Uniti Lyndon Johnson e il Segretario alla Difesa Robert McNamara. Fin dalla battaglia di Ia Drang i dirigenti americani compresero la difficoltà del loro impegno in Vietnam.

Da parte loro, i nordvietnamiti impararono che affrontare apertamente le unità americane voleva dire esporsi al loro tiro d'artiglieria, agli attacchi dell'aviazione statunitense e degli elicotteri "cannoniera" disponibili con la cavalleria aerea: a differenza dei francesi nella guerra d'Indocina, l'Esercito americano aveva molti più mezzi (alcuni anche abbastanza rivoluzionari) e procedure di intervento molto più efficaci.
Nel caso in cui fossero stati costretti a un confronto diretto o avessero deciso di sferrare attacchi a importanti reparti nemici, i nordvietnamiti si impegnarono costantemente a ricercare il combattimento ravvicinato, quasi a contatto con le truppe nemiche, per evitare il più possibile la reazione avversaria costituita da tiri d'artiglieria e bombardamenti aerei: in questo modo infatti si aumentava il rischio, per gli americani, di colpire anche le proprie truppe.
Durante tutta la guerra, i Vietcong e l'Esercito nordvietnamita preferirono sempre evitare gli scontri prolungati convenzionali di grandi dimensioni (a meno di esservi costretti perché impegnati e sorpresi dall'aggressivo utilizzo degli elicotteri da parte americana) preferendo invece: sferrare rapidi attacchi di sorpresa a reparti isolati americani avventuratisi in territori disagevoli o sconosciuti; operazioni "mordi e fuggi" effettuate da piccole unità in grado di "svanire" nella giungla o tra la popolazione dei villaggi; bombardamenti di artiglieria prolungati su basi di fuoco o campi speciali americani; o infine attirare le forze nemiche contro posizioni fortificate accuratamente mascherate nella giungla da cui sorprendere le pattuglie americane e infliggere perdite per poi effettuare una rapida ritirata tattica.
Con queste tattiche efficaci l'esercito nordvietnamita e i reparti vietcong riuscirono sorprendentemente a mantenere sempre l'iniziativa e a guidare l'andamento dei combattimenti e il tasso di perdite inflitte e subite; mentre le forze americane, dalla straripante superiorità tecnologica, apparentemente sempre strategicamente all'offensiva, dovettero sistematicamente subire le sorprese tattiche sul terreno del nemico.
Le forze nordvietnamite e vietcong impiegarono queste tattiche e queste modalità operative in modo sistematico fino al gennaio 1968, quando sferrarono di sorpresa la clamorosa Offensiva del Têt che coinvolse la maggior parte delle regioni e dei centri urbani del Vietnam del Sud e diede luogo a combattimenti furiosi, a pesanti perdite per entrambe le parti; e segnò una svolta politica e psicologica (se non militare) decisiva per l'esito finale del conflitto.

## Filmografia
- We Were Soldiers - film di Randall Wallace con Mel Gibson (2002)